# Ресторатор
Рестора́тор (фр. restaurateur) — создатель, владелец ресторана (сети ресторанов). Предприниматель, разрабатывающий концепцию ресторана и реализующий её в создании своего заведения или в реализации проекта ресторана по заказу. В ресторанных компаниях ресторатор может также играть роль директора по маркетингу или занимать другую руководящую должность, относящуюся к категории топ-менеджмента, высшего руководства предприятия.
Как правило, ресторатор, в рамках концепции ресторана, выбирает шеф-повара. Иногда шеф-повар, достигая высокого профессионального уровня, открывает собственный ресторан и становится ресторатором: Ален Дюкасс и Поль Бокюз — яркий тому пример. 
Самым престижным достижением ресторатора и шеф-повара является получение рестораном звезды Красного гида Мишлен.

## История профессии
Одним из первых рестораторов стал француз Рурто (фр. Rourteau), который в 1582 году основал в Париже ресторан «Тур д'Аржан»[en]. Это было первое в Париже заведение, которое отличали белые скатерти, чистая посуда и культура обслуживания. Именно ресторан «Тур д'Аржан» вдохновил создателей известного мультипликационного фильма «Рататуй» (фр. Ratatouille).